# Малые Стропы
Малые Стропы (латыш. Mazie Stropi) — микрорайон Даугавпилса в Латвии. Располагается в северной части города.
Территория микрорайона ограничена улицей Кокнесес с южной стороны и объездной железнодорожной линией — на севере. Застройка представлена частными домами и дачами. В Малых Стропах находится один из семи лесных парков Даугавпилса.
Вследствие распространённости на территории Малых Строп дачных хозяйств и садоводства, в флоре микрорайона встречается множество видов растений неофитов.